# Die vier Söhne der Katie Elder
Die vier Söhne der Katie Elder (Originaltitel The Sons of Katie Elder) ist ein US-amerikanischer Western von Henry Hathaway aus dem Jahr 1965. John Wayne und Dean Martin spielen die Hauptrollen im Film, Martha Hyer, Michael Anderson, Jr., Earl Holliman und Jeremy Slate sind in tragenden Rollen zu sehen. Der Film entstand nach einer Geschichte von Talbot Jennings.
„Vier Brüder kehren in ihre Heimatstadt zurück, um ihre Mutter zu Grabe zu tragen: Katie Elder. Doch sie lassen die Vergangenheit nicht ruhen, sondern wollen wissen, was in den Jahren ihrer Abwesenheit geschehen ist, und beschwören einen blutigen Konflikt herauf.“

## Handlung
Das Städtchen Clearwater, unweit von Pecos (Texas), im Jahr 1898. Katie Elder, Mitte 60, ist gestorben. Zur Beerdigung der im Ort sehr beliebten Dame reisen ihre vier Söhne an, die ihre Mutter teilweise schon seit Jahren nicht mehr besucht haben: John, der älteste und ein Revolverheld; Tom, ein professioneller Spieler; Matt, ein erfolgloser Eisenwarenhändler; und der kaum 18-jährige Bud, der als jüngster auf Wunsch der Mutter ein Bergbau-College besucht, dies aber nur widerwillig tut. Die Einwohner Clearwaters stehen den Brüdern recht ablehnend gegenüber, denn diese haben sich nicht sehr um ihre zuletzt verarmte Mutter gekümmert.
Wegen seines schlechten Rufes wohnt John der Beerdigung seiner Mutter nur heimlich bei, und später erfährt er vom örtlichen Sheriff, dass sein Vater, Bass Elder, sechs Monate zuvor getötet worden war und die Elder-Farm in den Besitz von Morgan Hastings übergegangen ist, einem reichen Unternehmer, der sich langsam die Stadt einzuverleiben gedenkt. Hastings wiederum hat Bedenken, dass besonders John seinen Anspruch auf die Farm anfechten wird, und hat daher den Auftragskiller Curley angeheuert, der gleichzeitig mit John in Clearwater eingetroffen ist.
John Elder trifft sich nach der Beerdigung mit seinen Brüdern. Gleich am nächsten Tag machen sie sich auf, um die Geschichte der Eltern aufzuarbeiten, und stoßen auf zahlreiche unbeantwortete Fragen, die vor allem die Legalität von Hastings’ Erwerb ihrer Ranch in Frage stellen. Hastings versucht, die Elder-Brüder in der Stadt zu diskreditieren, und zudem haben sie noch das Problem, dass Bud, als der Jüngste und damit der letzte Hoffnungsträger der Familie, seine Schulbildung abbrechen möchte, um John nachzueifern, was dieser jedoch strikt ablehnt. Stattdessen versuchen die Brüder, ihrer Mutter nach ihrem Tode doch noch alle Ehre zu machen, indem sie Bud wieder zurück aufs College schicken wollen.
Hastings jedoch geht schließlich so weit, dass die Elders sogar des Mordes bezichtigt werden, indem er persönlich den Sheriff der Stadt aus dem Hinterhalt erschießt. Die Brüder werden verhaftet, und die Stadtbevölkerung ist zur Lynchjustiz bereit. Um einen Aufruhr zu verhindern, organisiert Hilfssheriff Ben Latta einen Transport der Gefangenen zum Sitz des US Marshals in Laredo. Hinter Lattas Rücken planen jedoch die übrigen Bewacher, von Hastings veranlasst, die Brüder unterwegs auf einer fingierten Flucht zu erschießen. Der Plan misslingt, doch Matt Elder kommt dabei ums Leben, Bud wird verletzt, und auch Hilfssheriff Ben Latta wird, als er endlich Hastings’ verbrecherische Natur durchschaut hat, von diesem erschossen.
John und Tom fahren Bud zurück in die Stadt, um ihn verarzten zu lassen und um mit Hastings abzurechnen. Sie verschanzen sich in einer Schmiede, und Tom entführt Hastings’ Sohn Dave. Dabei wird er von Morgan Hastings in den Rücken geschossen, schafft es aber, Dave in die Schmiede zu bringen. Aus Furcht vor Verrat erschießt Morgan Hastings seinen eigenen Sohn, der sterbend John Elder und dem anwesenden Richter die Wahrheit gesteht, dass Hastings Bass Elder heimtückisch hatte umbringen lassen, um sich so die Ranch unter den Nagel reißen zu können. John Elder veranlasst ärztliche Hilfe für den schwerverletzten Tom, verfolgt daraufhin Morgan Hastings und bringt diesen zur Strecke.

## Produktion

### Hintergrund, Produktionsnotizen
Der Name von Katie Elder ist an Kate „Big Nose“ Elder, die in der Westernfolklore als Begleiterin von Doc Holliday berühmt wurde, angelehnt. Mit dem Leben der Big Nose Kate, die erst 1940 mit 90 Jahren starb, hat die Figur der Katie Elder im Film allerdings wenig zu tun.
Hathaway drehte den Film in Durango in Mexiko sowie in Colorado. Die klimatischen Bedingungen setzten seinem bereits an Krebs erkrankten Hauptdarsteller John Wayne besonders zu, und er hatte oft Probleme, sich im Sattel seines Pferdes zu halten. Die Besetzung des Films ist hochkarätig. Gerade die Besetzung von Dean Martin an der Seite von Wayne erinnert an einen der großen Klassiker des Genres: Rio Bravo. In der Reihe Die große John Wayne DVD-Collection heißt es, dass Regisseur Henry Hathaway Wayne in diesem Film einen „seiner beindruckendsten ersten Auftritte seiner Karriere“ verschafft habe. Dabei geht es um die Szene, als die Kamera während der Beerdigung von Katie Elder plötzlich einen Schwenk vollführt und auf einen einsamen Mann zwischen zwei Felsblöcken zoomt: John Elder. Weiter heißt es dort, dass „nur wenige Regisseure die Inszenierung eines klassischen Westerns so perfekt wie Hathaway – Breitwandpanoramen vor stahlblauem Himmel, staubige, halbverfallene Farmen  und Städte – beherrschen“ würden.
Bemerkenswert ist, dass die Schauspieler der vier Söhne der Katie Elder zwischen 1907 und 1943 geboren wurden, also einen Altersunterschied von 36 Jahren aufweisen. Die Rolle des jüngsten Elder-Bruders Bud sollte ursprünglich Tommy Kirk übernehmen. Nachdem enthüllt worden war, dass er homosexuell ist, wurde er jedoch gefeuert und erhielt jahrelang keine Filmangebote mehr. Martha Hyer war zur Zeit, als sie diesen Film drehte, 41 Jahre alt. Man bat sie, „sich möglichst natürlich zu geben und auf zu viel Make-up zu verzichten“, erinnerte die Schauspielerin sich später. Wayne habe sein Alter gespürt und deshalb keine zu junge Person neben sich haben wollen. Er sei in dieser Hinsicht sehr empfindlich gewesen, weshalb sie sich zurückgehalten habe. Auch wenn Hyer sich am Set um ein möglichst unscheinbares Äußeres bemühte, stach sie einem der Männer, nämlich dem Produzenten Hal B. Wallis ins Auge. Sie heirateten 1966 und blieben bis zu Wallis’ Tod 1986 zusammen.
Der Film wurde von Paramount Pictures veröffentlicht und von Hal B. Wallis und Paul Nathan produziert. Für die Kostüme war Edith Head verantwortlich, für die Filmbauten Hal Pereira und Walter H. Tyler. Die Filmmusik wurde von Elmer Bernstein komponiert. Johnny Cash sang 1965 ein Lied mit dem Titel The Sons of Katie Elder, das ebenfalls von Elmer Bernstein und Ernie Sheldon geschrieben wurde, aber trotz des Titels und des Komponisten nicht in diesem Film vorkam.
2005 entstand unter der Regie von John Singleton ein sehr freies Remake des Films mit dem Titel Vier Brüder. Die Hauptrolle spielte Mark Wahlberg.

### Veröffentlichung
Der Film hatte am 24. Juni 1965 in Chicago in Illinois in den Vereinigten Staaten Premiere. Im selben Jahr wurde er in Kanada, Brasilien, Japan, Frankreich, im Vereinigten Königreich, in Australien, Italien, Spanien, Finnland, Norwegen und in Schweden veröffentlicht. Veröffentlicht wurde der Film auch in Österreich, Bulgarien, Chile, Griechenland, Ungarn, Indien, Polen, Portugal, Rumänien, in der Sowjetunion, Taiwan, in der Ukraine und im ehemaligen Jugoslawien.
Der Kinostart des Films in der Bundesrepublik Deutschland erfolgte am 4. Januar 1966. Im selben Jahr wurde er zudem in Hongkong, in den Niederlanden, in Dänemark, in Südafrika, im Iran, in Mexiko und in der Türkei veröffentlicht. Am 30. März 1970 war er erstmals im westdeutschen Fernsehen zu sehen.
DeAgostini gab den Film im Jahr 2011 auf DVD heraus, wobei ein 14-seitiges Heft mit Informationen und Bilder zum Film Bestandteil der Lieferung ist. Der Film ist mehrfach bei verschiedenen Anbietern auf DVD erschienen, am 5. November 2020 gab Paramount Pictures (Universal Pictures) ihn erneut auf DVD und Blu-ray heraus.

## Synchronisation
Die deutsche Fassung entstand bei der Berliner Synchron GmbH. Das Dialogbuch schrieb Karin Vielmetter. Die Regie übernahm Klaus von Wahl.
| Darsteller            | Rolle                        | Synchronsprecher   |
| --------------------- | ---------------------------- | ------------------ |
| John Wayne            | John Elder                   | Heinz Engelmann    |
| Dean Martin           | Tom Elder                    | Klaus Miedel       |
| Martha Hyer           | Mary Gordon                  | Margot Leonard     |
| Michael Anderson, Jr. | Bud Elder                    | Ulrich Lommel      |
| Earl Holliman         | Matt Elder                   | Lutz Moik          |
| Jeremy Slate          | Ben Latta, Hilfssheriff      | Christian Brückner |
| James Gregory         | Morgan Hastings              | Martin Hirthe      |
| Paul Fix              | Sheriff Billy Wilson         | Paul Wagner        |
| George Kennedy        | Curley                       | Arnold Marquis     |
| Dennis Hopper         | Dave Hastings                | Thomas Danneberg   |
| Sheldon Allman        | Richter Harry Evers          | Hans Wiegner       |
| John Litel            | Pfarrer                      | n.n.               |
| John Doucette         | Bestatter Hyselman           | Franz Nicklisch    |
| James Westerfield     | Bankier Vennar               | Konrad Wagner      |
| Rhys Williams         | Charlie Striker              | Erich Poremski     |
| John Qualen           | Charlie Biller, Hilfssheriff | Joachim Nottke     |
| Rodolfo Acosta        | Bondie Adams                 | n.n.               |
| Strother Martin       | Jeb Ross                     | Hans Walter Clasen |
| Percy Helton          | Ladenbesitzer Peevey         | Erich Kestin       |
| Karl Swenson          | Doc Isdell                   | Hans Wocke         |

## Rezeption

### Kritik
Die New York Times bezeichnete den Film als harten unprätentiösen, etwas zu blutigen Western mit lakonischem Einschlag. Für John Wayne war es jedoch weitaus wichtiger, dass keiner der Kritiker ihm vorhielt, er habe nur eine eingeschränkte Leistung gezeigt. Das Magazin Variety hob sogar hervor, Wayne habe einen seiner typischen rauen Helden gespielt. Vielleicht ein wenig zu alt, um einen so jungen Bruder zu haben, aber nicht zu alt, um ihm den Westernhelden nicht mehr abzunehmen.
Christoph Hartung gab dem Film auf seiner Seite 7 von 9 D-Mark-Punkten und meinte, die Produktion sei ganz auf John Wayne ausgerichtet. Hathaway schenke „seinem Starvehikel elegische Bilder einer Pferdeoper – da traben schon mal Herden im Gegenlichtstaub, deren Körper sich im Wasser des Flusses spiegeln“. Nur „die überbordend optimistisch didelnde Musik“ störe „das feine Ensemble“.
Der Kritiker Dennis Schwartz stellte fest, dies sei ein Standard-Western mit vielen Schießereien, der durch Waynes körperliche Leistung über das Gewöhnliche hinausgehe.
Derek Winnert war der Ansicht, der Film habe eine großartige Besetzung, leide aber etwas unter der alltäglichen Geschichte. Hathaways Film sei zwar nicht besonders bemerkenswert, aber dennoch immer einigermaßen unterhaltsam, spritzig und energiegeladen. Hathaways gestalte seinen Film genial machohaft. Die Stars John Wayne und Dean Martin und die prominenten Nebendarsteller würden zudem dazu beitragen, den Film voranzutreiben, ebenso wie die mitreißende Musk von Elmer Bernstein und Lucien Ballards und die gestochen scharfe Technicolor-Breitbildkamera. Alles in allem handele es sich zwar nicht um einen großartigen Western, aber er könne durchaus seinen Platz auf der Liste der unterschätzten und vergessenen Filme der Sechziger einnehmen.
Auf der Seite Classic Film Freak stellte man fest, dass dieser Film das Ende einer Art Ära markiert habe, auch wenn es damals niemanden bewusst gewesen sei. Es sei das letzte Mal gewesen, dass John Wayne, der damals fast 60 Jahre alt war, auch nur annähernd eine romantische Hauptrolle gespielt habe, und es sei auch die letzte Rolle gewesen, in der Waynes Charakter nicht die schrullige Atmosphäre angenommen habe, die seine letzten Rollen an den Tag gelegt hätten. Nach diesem Film habe er definitiv mehr großväterliche Rollen übernommen, wenn auch vielleicht eher aus Notwendigkeit als seinem Wunsch entsprechend. Was dem Film helfe, sei seine starke Besetzung. An erster Stelle natürlich Wayne selbst. Zu den Geschwistern gehören Dean Martin als Tom, Michael Anderson jr. als Bud und Earl Holliman als Matt. Es handele sich um eine gut gemachte Produktion mit großem Budget. Obwohl der Film visuell nicht so beeindruckend sei wie John Fords Western, weise er dennoch Hathaways typische Akzente von atmosphärischen Außenaufnahmen auf. Elmer Bernsteins Partitur sei zwar nicht ganz so einprägsam wie beispielsweise seine Arbeit in Die glorreichen Sieben, aber dennoch sei dies ein mehr als würdiger Eintrag im Bernstein-Kanon. Trotz einiger Lücken in der Handlung und eines schleppenden Anfangs sei der Film mehr als zwei Stunden Zeit der Zuschauer wert.
Das Lexikon des internationalen Films stellte fest: „Aufwendig und kraftvoll inszenierter Western. Während die Hauptcharaktere differenziert gezeichnet sind, schwankt die Beurteilung von Selbstjustiz und Faustrecht unentschlossen zwischen Glorifizierung und Verurteilung.“
Das Fernsehmagazin Prisma war ähnlicher Meinung. Dort hieß es: „Altmeister Henry Hathaway inszenierte mit einer guten Besetzung einen effektvollen Western.“
Auch der Evangelische Film-Beobachter zeigte sich mit dem Film einverstanden und lobte: „Gekonnter Standardwestern, der selbst die harten Grundregeln der Gattung durch viele sympathische Züge auszugleichen versteht. Ab 16 Freunden dieses Filmtyps durchaus zu empfehlen.“

### Auszeichnung
1966: Bronze Wrangler (Western Heritage Awards) für die Gesamtproduktion

### Budget, Erfolg
Dem Film stand ein geschätztes Budget von 6.500.000 Dollar zur Verfügung. Das Gesamteinspielergebnis lag bei 6 Millionen Dollar.